# Maitree-Express
Der Maitree-Express (deutsch: Freundschafts-Express, Hindi: मैत्री एक्सप्रेस Maitrī Ekspres, Bengalisch: মৈত্রী এক্সপ্রেস Maitrī ēksprēs) ist ein internationaler Reisezug, der Dhaka über die indisch-bangladeschische Grenze mit Kolkata in Westbengalen verbindet. Er ist einer von drei internationalen Schnellzügen, die zwischen Bangladesch und Indien verkehren.

## Geschichte
Während der britischen Herrschaft über das ungeteilte Land gab es regelmäßige Nachtzugverbindungen auch zwischen Calcutta und Dhaka. Mit der Teilung Indiens 1947 in Pakistan – wozu auch das heutige Bangladesch, damals Ost-Bengalen, ab 1956: Ostpakistan, gehörte – und Indien wurde auch das gemeinsame Bahnnetz Britisch-Indiens geteilt. Das betraf auch die Eisenbahnen in der Provinz Bengalen, das in den indischen Bundesstaat Westbengalen und die pakistanische Provinz Ostbengalen geteilt wurde.
Anschließend verkehrten bis 1965 noch drei Zugverbindungen von Kolkata-Sealdah zwischen den beiden Ländern:
1. der East Bengal Mail nach Parbatipur Junction über Gede–Darsana,
2. der East Bengal Express nach Goalundo Ghat über Gede–Darsana und
3. der Barisal Express nach Khulna über Benapole-Petrapole.

Der Ausbruch des Zweiten Indisch-Pakistanischen Kriegs 1965 hatte auch zur Folge, dass alle Personenzugverbindungen zwischen beiden Staaten eingestellt wurden.
2001 einigten sich die Regierungen von Indien und des inzwischen seit 30 Jahren unabhängigen Bangladesch darauf, den Verkehr mit Personenzügen wieder aufzunehmen. Es dauerte aber bis zum 8. Juli 2007, bevor ein erster Zug probeweise von Kalkutta nach Dhaka fuhr. Die Verzögerungen ergaben sich aus Meinungsverschiedenheiten beider Länder bezüglich der zu treffenden Sicherheitsvorkehrungen. Die Befürchtung indischerseits war, dass mit der Einführung des Zuges der Schmuggel und die illegale Einwanderung zunähmen. In dem ersten Test-Zug reisten indische Beamte, die mit ihren bangladeschischen Amtskollegen die Fahrpläne der künftigen Verbindung absprachen. Die neue Verbindung wurde am Neujahrstag nach dem bengalischen Kalender, dem 14. April 2008, eingeweiht. Unter den ersten Fahrgästen befanden sich der indische Eisenbahnminister Lalu Prasad Yadav, Journalisten und Politiker.
Die Aufnahme der Zugverbindung löste in beiden Ländern überwiegend positive Reaktionen aus. Tausende von Menschen versammelten sich entlang der Strecke von Kolkata bis zum indischen Grenzbahnhof Gede, um den Eröffnungszug zu bejubeln. Eine kleine Gruppe, die Hindu-Flüchtlinge aus Bangladesch vertrat, protestierte jedoch gegen die Verbindung, indem sie sich auf das Gleis setzte. Die Polizei räumte das Gleis. Nach diesem Zwischenfall blieb der Zugbetrieb ungestört.
2018 lag die Auslastung des Zuges bei 90 %. Seit Februar 2020 wird die Verbindung an fünf statt bis dahin vier Tagen pro Woche angeboten.

## Betrieb

### Zuglauf
Die Verbindung wird von den Indian Railways und der Bangladesh Railway gemeinsam betrieben. In Kolkata nutzt er den Bahnhof Kolkata (früher: Kolkata Chitpur), in Dhaka den Bahnhof Dhaka Cantonment. Von hier gibt es eine Verbindung mit dem Nahverkehrszug zum Hauptbahnhof von Dhaka, der Kamalapur Station. Die Route des Zuges führt von Kolkata nach Nordosten. Hinter dem indischen Grenzbahnhof Gede wechselt der Zug nach Bangladesch, wo er dort erneut im knapp 4 km entfernt gelegenen Grenzbahnhof Darsana hält. Kurz vor Iswardi überquert der Zug auf der Hardinge-Brücke den Padma. Ungefähr 90 km weiter benutzt der Zug die Bangabandhu-Brücke, um den Jamuna zu überqueren. Die Route führt nun südöstlich nach Dhaka.
Die Fahrstrecke des Maitree-Expresses beträgt 393 km und wird komplett auf Indischer Breitspur zurückgelegt. Die Fahrt dauert ca. 10:30 Stunden. Die Zuggattung ist AC Express.

### Fahrzeuge

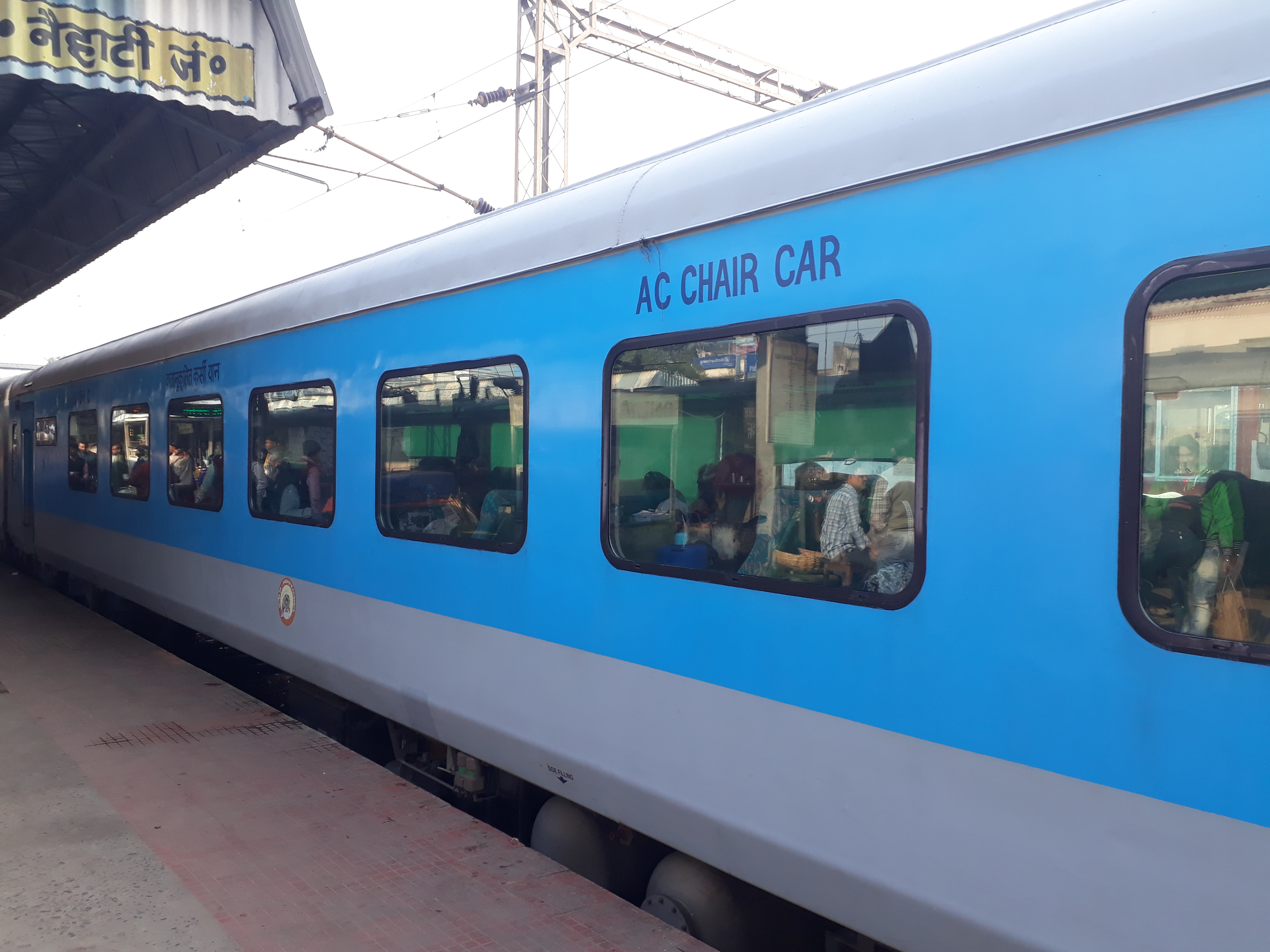
AC-Großraumwagen

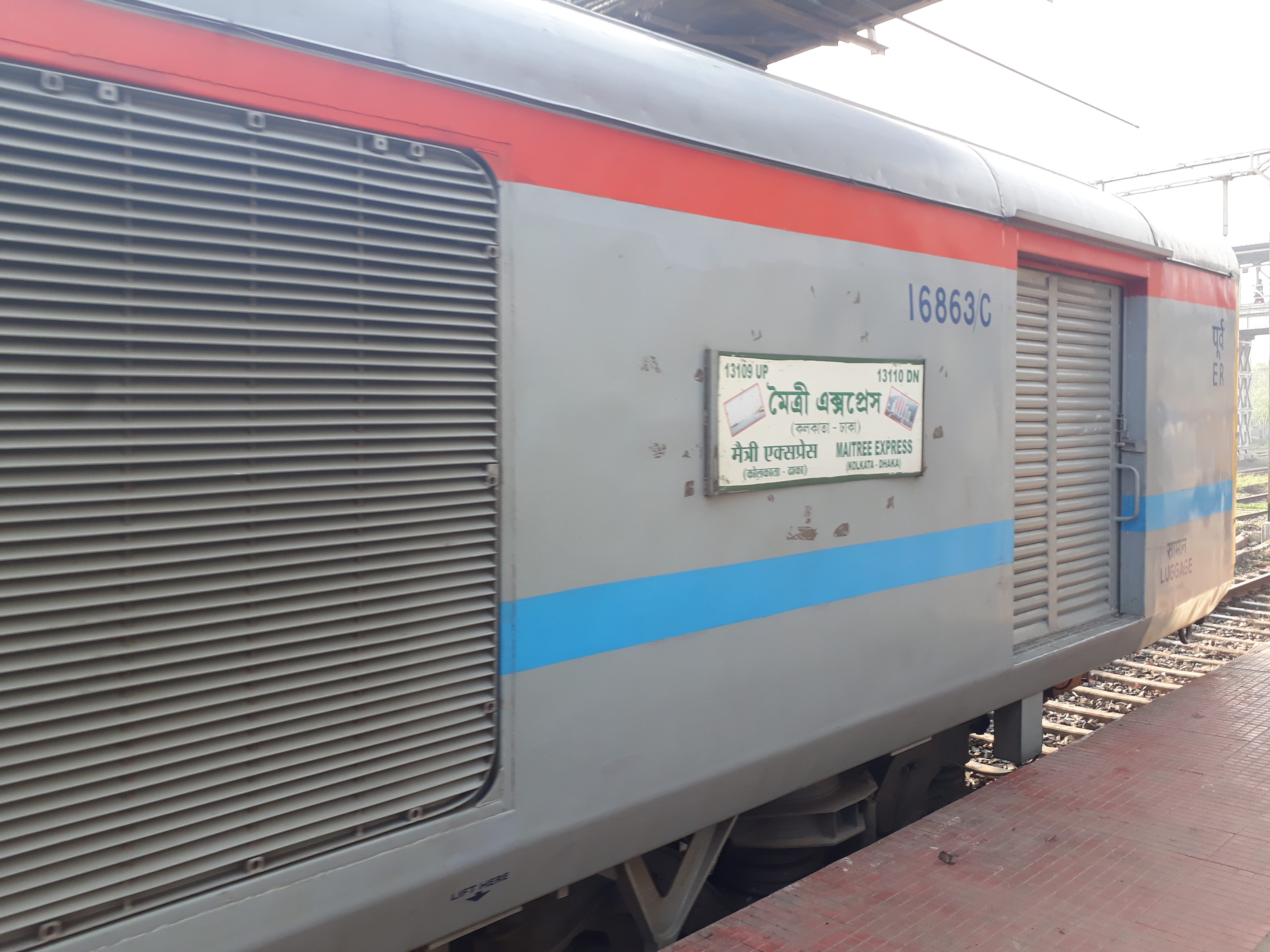
Zuglaufschild am Generatorwagen des Maitree Express

Wechselweise verkehren indische und bangladeschische Zuggarnituren, einschließlich der Lokomotiven, da beide Bahnen unterschiedliche Bremssysteme verwenden. Die Zugnummern lauten bei der Fahrt von
- Dhaka nach Kolkata, wenn ein BR-Zug eingesetzt wird: 13107
- Kolkata nach Dhaka, wenn ein BR-Zug eingesetzt wird: 13108
- Kolkata nach Dhaka, wenn ein IR-Zug eingesetzt wird: 13109
- Dhaka nach Kolkata, wenn ein IR-Zug eingesetzt wird: 13110

Jede Komposition besteht aus acht LHB-Personenwagen, die von zwei Generatorwagen eingerahmt sind. Für die Traktion werden Diesellokomotiven der Baureihe WDM-3A eingesetzt. Jeder Zug hat 458 Plätze.

### Grenzkontrolle

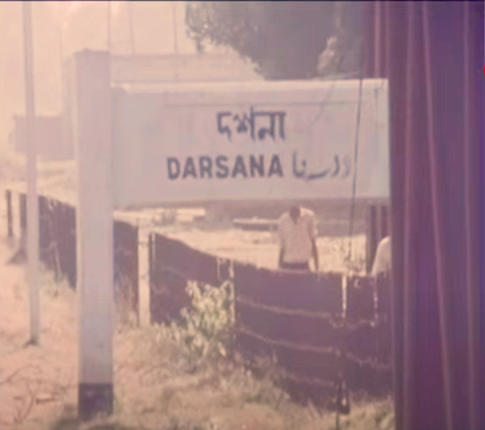
Darsana, Grenzbahnhof der Bangladesh Railway

Ursprünglich hielt der Zug in den beiden Grenzbahnhöfen für die Zoll- und Einreisekontrolle in Gede auf der indischen Seite und in Darsana auf der bangladeschischen Seite. Ab November 2017 wurden die Kontrollen in den Ausgangsbahnhöfen Dhaka und Kolkata vorgenommen, wodurch sich die Reisezeit um zweieinhalb Stunden verkürzte. Heute wird die Grenzkontrolle wieder in den beiden Grenzbahnhöfen durchgeführt. Dafür ist jeweils eine Stunde veranschlagt.

### Ausstattung und Buchung
Seit dem 14. April 2017 verkehren beide Zuggarnituren nur mit klimatisierten LHB-Wagen. Sie führen jeweils vier Schlafwagen 1. Klasse (1st AC / 1A) mit insgesamt 144 Plätzen und vier Großraumwagen 2. Klasse (CC) mit insgesamt 312 Plätzen. Der Fahrpreis für die einfache Fahrt beträgt in der 1. Klasse ca. 27,50 Euro, in der 2. Klasse ca. 19 Euro, einschließlich aller Steuern. In den Wagen der 1. Klasse gibt es neun Abteile mit je vier Betten, in denen der 2. Klasse vier Sitze pro Reihe. Die Zugfahrt ist preiswerter als die klimatisierten Luxusbusse zwischen Kalkutta und Dhaka. Im Gegensatz zu den meisten anderen Fernzügen ist eine Online-Buchung der Fahrkarten für diesen Zug nicht möglich. Sie sind nur in der jeweiligen Landeswährung an den Schaltern des Bahnhofs Chitpur in Kolkata, am internationalen Fahrkartenschalter am Fairlie Place, Dalhousie Square, in Kolkata und dem Bahnhof Dhaka Cantonment in Dhaka erhältlich. Für den Kauf einer Fahrkarte ist der Reisepass mit einem gültigen Visum für den Staat, in den eingereist wird, vorzulegen.

### Fahrplan

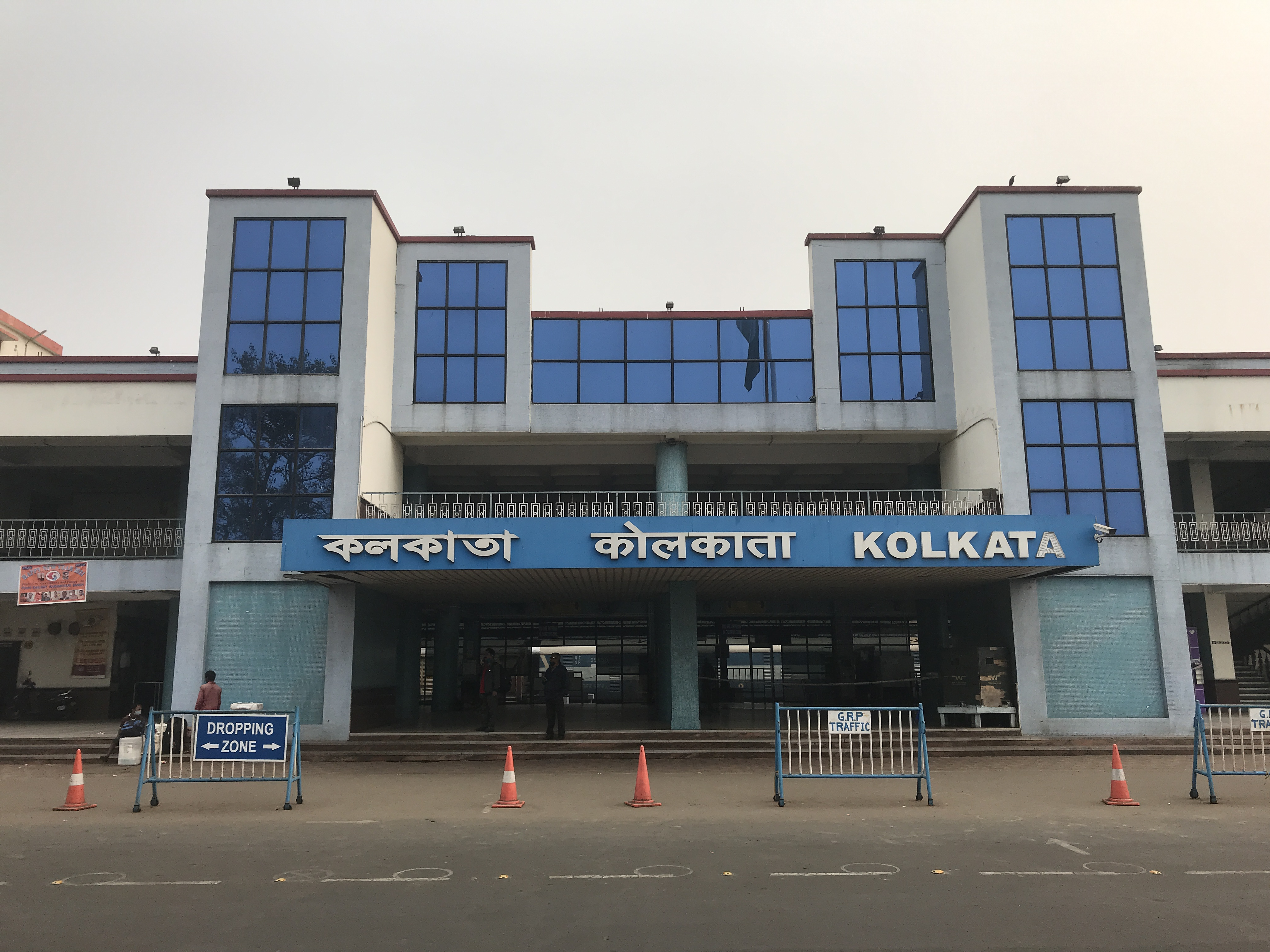
Bahnhof Kolkata, Indien

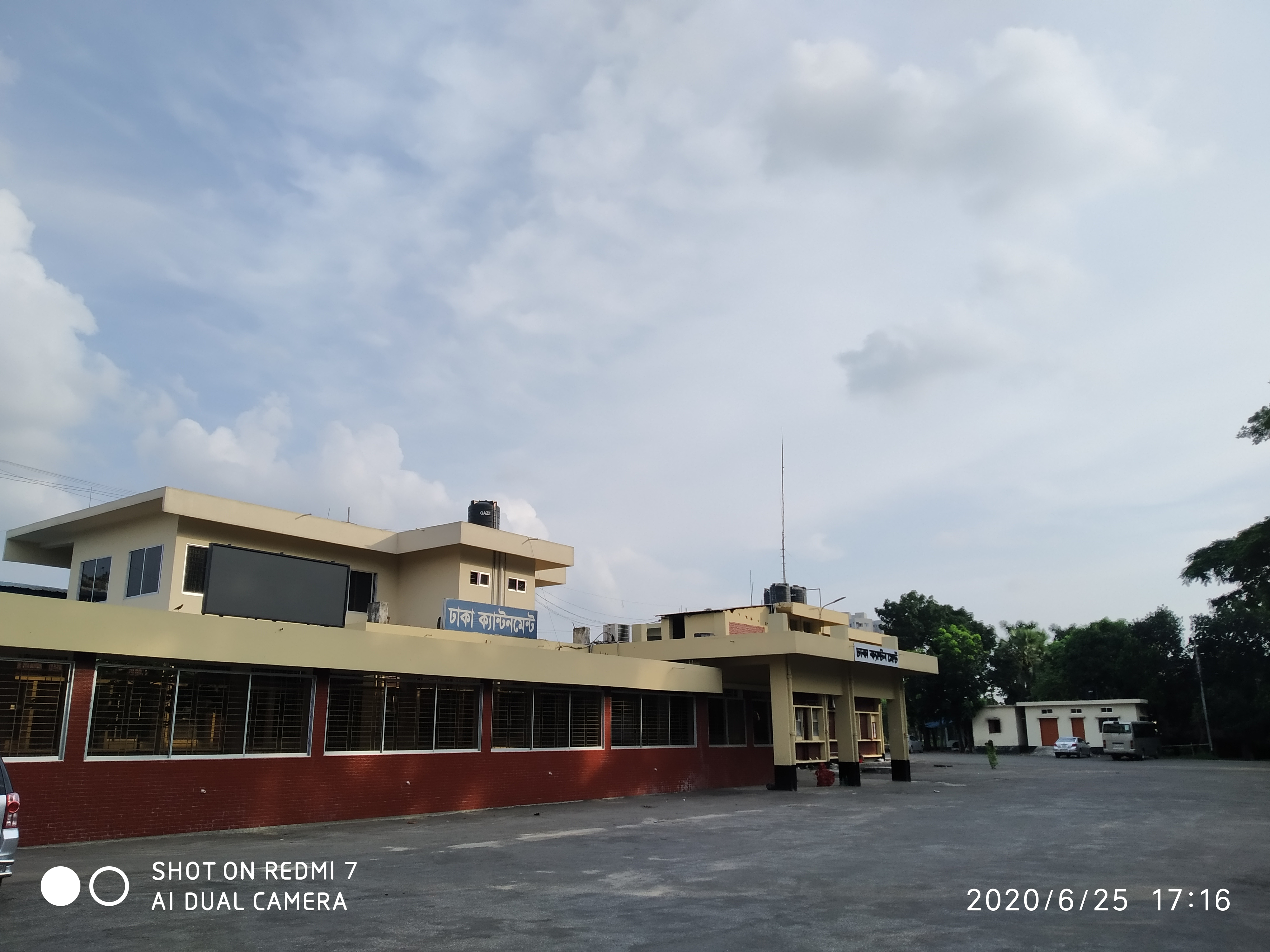
Bahnhof Dhaka Cantonment

Der Maitree-Express ist eine Tagesverbindung: Die Züge fahren in Kolkata um 07:10 Uhr Indischer Standardzeit / IST ab und erreichen Dhaka um 18:05 Uhr Bangladescher Standardzeit / BST. Umgekehrt startet der Zug um 08:15 Uhr BST in Dhaka und erreicht Kolkata um 18:10 Uhr IST, jeweils am selben Tag. Zwischen beiden Zeitzonen besteht eine Zeitverschiebung von 30 Minuten. Die Fahrzeit beträgt so etwa 10,5 Stunden. Bei der sich daraus ergebenden durchschnittlichen Reisegeschwindigkeit von knapp 40 km/h ist aber zu berücksichtigen, dass für die Züge in jedem der beiden Grenzbahnhöfe ein Aufenthalt von einer Stunde eingeplant ist. Die zulässige Höchstgeschwindigkeit beträgt abschnittweise 90 km/h. Zwischen Ausgangs- und Endbahnhof gibt es – außer den beiden Grenzbahnhöfen – keinen weiteren Verkehrshalt.
| Richtung      | Verkehrstag | Zugnummer | Bahngesellschaft        |
| ------------- | ----------- | --------- | ----------------------- |
| Dhaka–Kolkata | Freitag     | 13107     | Bangladesh Railway (BR) |
| Dhaka–Kolkata | Samstag     | 13110     | Indian Railways (IR)    |
| Dhaka–Kolkata | Sonntag     | 13107     | (BR)                    |
| Dhaka–Kolkata | Dienstag    | 13107     | (BR)                    |
| Dhaka–Kolkata | Mittwoch    | 13110     | (IR)                    |
| Kolkata–Dhaka | Samstag     | 13108     | (BR)                    |
| Kolkata–Dhaka | Montag      | 13108     | (BR)                    |
| Kolkata–Dhaka | Dienstag    | 13109     | (IR)                    |
| Kolkata–Dhaka | Mittwoch    | 13108     | (BR)                    |
| Kolkata–Dhaka | Freitag     | 13109     | (IR)                    |

## Wissenswert
Es gibt zwei weitere Eisenbahnverbindungen zwischen Indien und Bangladesch:
- Der Bandhan Express verbindet seit 2017 Kolkata mit Khulna und ersetzte damit den historischen Barisal Express.[9][10]
- Der Mitali Express verbindet seit dem 21. März 2021 Jalpaiguri und Shiliguri in Indien mit Dhaka.[11]